# Apeadeiro de Luso - Buçaco
O Apeadeiro de Luso Buçaco (nomes anteriormente grafados como "Luzo" e "Bussaco"), variavelmente identificado também como "Luso-Buçaco" e "Luso - Buçaco" e originalmente denominado apenas de Luso ou do Luso, é uma interface da Linha da Beira Alta, que serve a localidade de Luso, no Distrito de Aveiro, em Portugal.

## Caracterização
Este apeadeiro tem acesso pela Rua da Fotografia Conimbricense, na localidade de Luso. O edifício de passageiros situa-se do lado sul da via (lado do direito sentido ascendente, a Vilar Formoso). A superfície dos carris do apeadeiro de Luso-Buçaco no seu ponto nominal situa-se à altitude de 1648 dm acima do nível médio das águas do mar.

## História

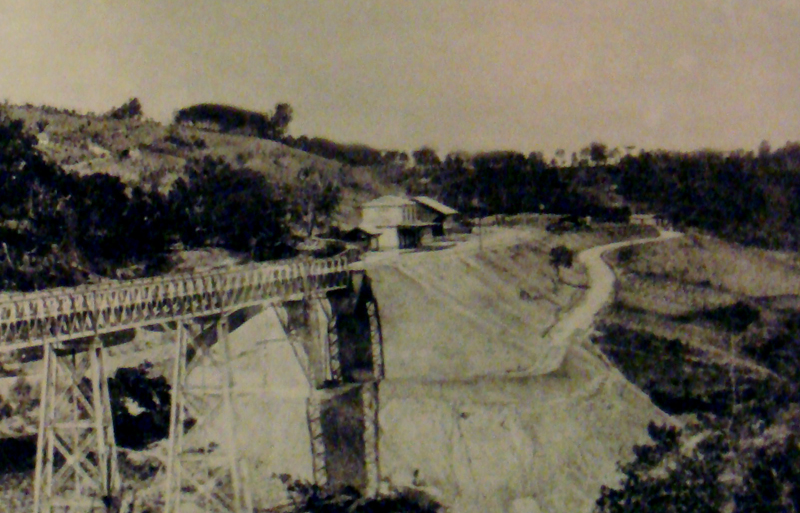
Vista da estação do Luso, junto à Ponte de Várzeas, à época da inauguração.

A Linha da Beira Alta foi inaugurada em 1 de Julho de 1883, pela Companhia dos Caminhos de Ferro Portugueses da Beira Alta. O apeadeiro de Luso, então com categoria de estação, constava já do elenco original de estações e apeadeiros.
Em 1888 existia um serviço de diligências entre a estação ferroviária do Luso e as termas, que demorava cerca de vinte minutos. Em 1913, a estação era servida por carreiras de diligências até ao Luso e Buçaco.
Entre 1883 e 1913, o nome deste interface passou de Luso a Luso-Buçaco (m.m. variações ortográficas e tipográficas).
Em 1932, foi instalada uma nova báscula de 30 t em Luso. O chefe da estação foi homenageado nos concursos das estações floridas da Companhia da Beira Alta em 1934 e 1935. Em 1936, a Companhia da Beira Alta fez grandes obras de reparação no edifício e nas retretes de Luso. Em 1939 foi substituída a vedação do jardim do lado de Pampilhosa por uma de betão armado, o pavimento da plataforma entre as vias 1 e 2 foi reconstruído em betanilha, e reparou-se o interior das habitações do chefe, do factor e do praticante, e da guarita do agulheiro.
Em 25 de Outubro de 1949, foi organizado um comboio especial entre Queluz e Luso, onde viajou o chefe de estado espanhol, Francisco Franco.
Em 1952, o jornalista José da Guerra Maio sugeriu uma alteração no traçado da Linha da Beira Alta para melhor servir as Termas do Luso, aproveitando a programada substituição do Viaduto das Várzeas. Desta forma, o novo novo percurso seguiria para Sul logo após a estação, acompanhando a encosta e passando junto à localidade do Luso, terminando no ponto entre o viaduto e o túnel. Nesse ano, foi realizado o XI Concurso das Estações Floridas, organizado pela Repartição de Turismo do Secretariado Nacional de Informação e pela Companhia dos Caminhos de Ferro Portugueses, tendo o chefe da estação do Luso-Buçaco, Francisco Gonçalves, recebido uma menção honrosa. No XIII Concurso das Estações Floridas, em 1954, a gare do Luso-Buçaco foi homenageada com uma menção honrosa especial. Nos dias 14 e 15 de Abril de 1954, foi interrompida a circulação dos comboios entre as estações de Mortágua e Luso, para os trabalhos de substituição da Ponte de Milijoso, tendo sido organizado um serviço rodoviário para o transbordo dos passageiros.
Em 1985 este interface tinha ainda categoria de estação.
Durante o projecto de modernização da Linha da Beira Alta, na década de 1990, foi duplicado o primeiro troço da Linha da Beira Alta, entre a Pampilhosa e as proximidades de Luso, sendo este interface término  de um longo segmento da linha que se manteve em via única, fruto do seu traçado mais sinuoso, inserido em relevo acidentado e dotado de curvas apertadas, túneis, e pontes.[carece de fontes?]